# Wahl zum Repräsentantenrat im Irak 2014
Die 2014 stattgefundene Wahl zum Repräsentantenrat des Irak war die dritte Parlamentswahl seit dem Sturz von Saddam Hussein und die erste seit dem Abzug der US-amerikanischen Truppen Ende 2011.

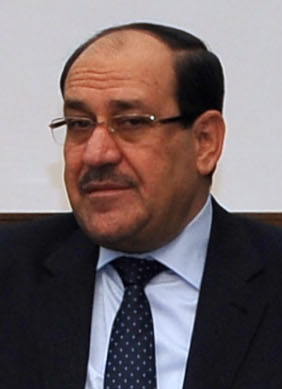
Ehemaliger Ministerpräsident Nuri al-Maliki (2014)

## Hintergrund
Seit der Wahl 2010 hat der damalige Ministerpräsident Nuri al-Maliki systematisch mehr Macht aufgehäuft. So unterwarf er als Oberkommandierender Armee und Polizei seiner Kontrolle und ging mit Haftbefehlen gegen prominente Sunniten vor. Als weitreichende Folge wandten sich in der Provinz al-Anbar viele Stammesführer von ihm ab. Hierdurch wurde dem Islamischen Staat das Feld überlassen. Maliki überwarf sich seitdem auch mit den Kurden, wobei es dabei um die kurdische Erdölförderung ging. Trotz dieser vielen Konflikte strebte er eine dritte Amtszeit an.
Die Kurden traten erstmals auch nicht als geschlossener Block an. Das sunnitische Bündnis von 2010 zerbrach. Die besten Aussichten für die Wahl 2014 wurden dem damaligen Parlamentspräsidenten Usama an-Nudschaifi attestiert. Wie Maliki versuchte auch Nudschaifi nicht, die religiöse Kluft zu überbrücken. Er setzte auf den Unmut der Sunniten, womit er die Angst der Schiiten vor dem erneuten Machtverlust und sunnitischem Terror schürte. Hierauf wiederum setzte Maliki. Doch ihm stand ein breites Feld an schiitischen Parteien entgegen.

## Kandidaten
Um die 328 Abgeordnetenmandate bewarben sich 9032 Kandidaten auf Dutzenden von Listen.

## Verlauf
Die Abstimmung erfolgte am Mittwoch, dem 30. April, unter hohen Sicherheitsvorkehrungen. Trotzdem gab es mehrere Anschläge. Zu den Sicherheitsvorkehrungen gehörte der Einsatz mehrerer hunderttausend Soldaten und Polizisten, der Flughafen wurde bereits in der Nacht von Montag auf Dienstag gesperrt. Außerdem wurden die Grenzen zwischen den Provinzen geschlossen und in manchen Landesteilen galt ein Fahrverbot zwischen sieben und achtzehn Uhr während der Abstimmung. In der westlichen Provinz al-Anbar, wo seit Monaten zwischen der Regierung und den Extremisten des Islamischen Staates (IS) im Irak und Syrien gekämpft wird, gab es laut Beobachtern eine geringe Wahlbeteiligung. Hier hatte der IS Einwohner im Vorfeld massiv eingeschüchtert. Bei Zwischenfällen starben landesweit 26 Menschen, allerdings waren in der Woche vor der Wahl mehr als 160 Menschen bei Anschlägen getötet worden. Die Ergebnisse veröffentlichte die Wahlkommission am Montag, den 19. Mai, in Bagdad.

## Amtliches Endergebnis
Der bisherige irakische Ministerpräsident Nuri al-Maliki konnte die Parlamentswahlen klar für sich entscheiden. Sein Bündnis Rechtsstaat und er erlangten 92 der 328 Sitze im künftigen irakischen Parlament.
Sitzverteilung und Stimmanteile
| Allianz/Partei                                                             | Sitze | %        | Religion/Volk |
| -------------------------------------------------------------------------- | ----- | -------- | ------------- |
| Rechtsstaat-Koalition                                                      | 92    | 28 %     | schiit.       |
| Bürgerallianz                                                              | 29    | 8,8 %    | schiit.       |
| Ahrar-Block                                                                | 28    | 8,5 %    | schiit.       |
| Vereiniger für Reform                                                      | 23    | 7 %      | sunnit.       |
| Nationalkoalition                                                          | 21    | 6,4 %    | säkular       |
| Patriotische Union Kurdistans                                              | 19    | 5,8 %    | kurd.         |
| Demokratische Partei Kurdistans                                            | 17    | 5,2 %    | kurd.         |
| Arabische Koalition                                                        | 10    | 3 %      | sunnit.       |
| Gorran                                                                     | 9     | 2,7 %    | kurd.         |
| Nineveh-Kurdistan-Allianz                                                  | 6     | 1,8 %    | kurd.         |
| Irakische Islamische Wertepartei                                           | 6     | 1,8 %    | schiit.       |
| Nationaler Reformtrend (Islah)                                             | 6     | 1,8 %    | schiit.       |
| Irak-Allianz                                                               | 5     | 1,5 %    | säkular       |
| Koalition von Diyala unserer Identität                                     | 5     | 1,5 %    |               |
| Islamische Union Kurdistan                                                 | 4     | 1,2 %    | kurd.         |
| 6 andere                                                                   | je 3  | je 0,9 % |               |
| 8 andere                                                                   | je 2  | je 0,6 % |               |
| 14 andere                                                                  | je 1  | je 0,3 % |               |
| Gesamtsitze                                                                | 328   |          |               |
| Von „anderen“ entfallen 8 Sitze auf Minderheiten Quelle: alsumaria.tv, ISW |       |          |               |

## Mandatsverteilung

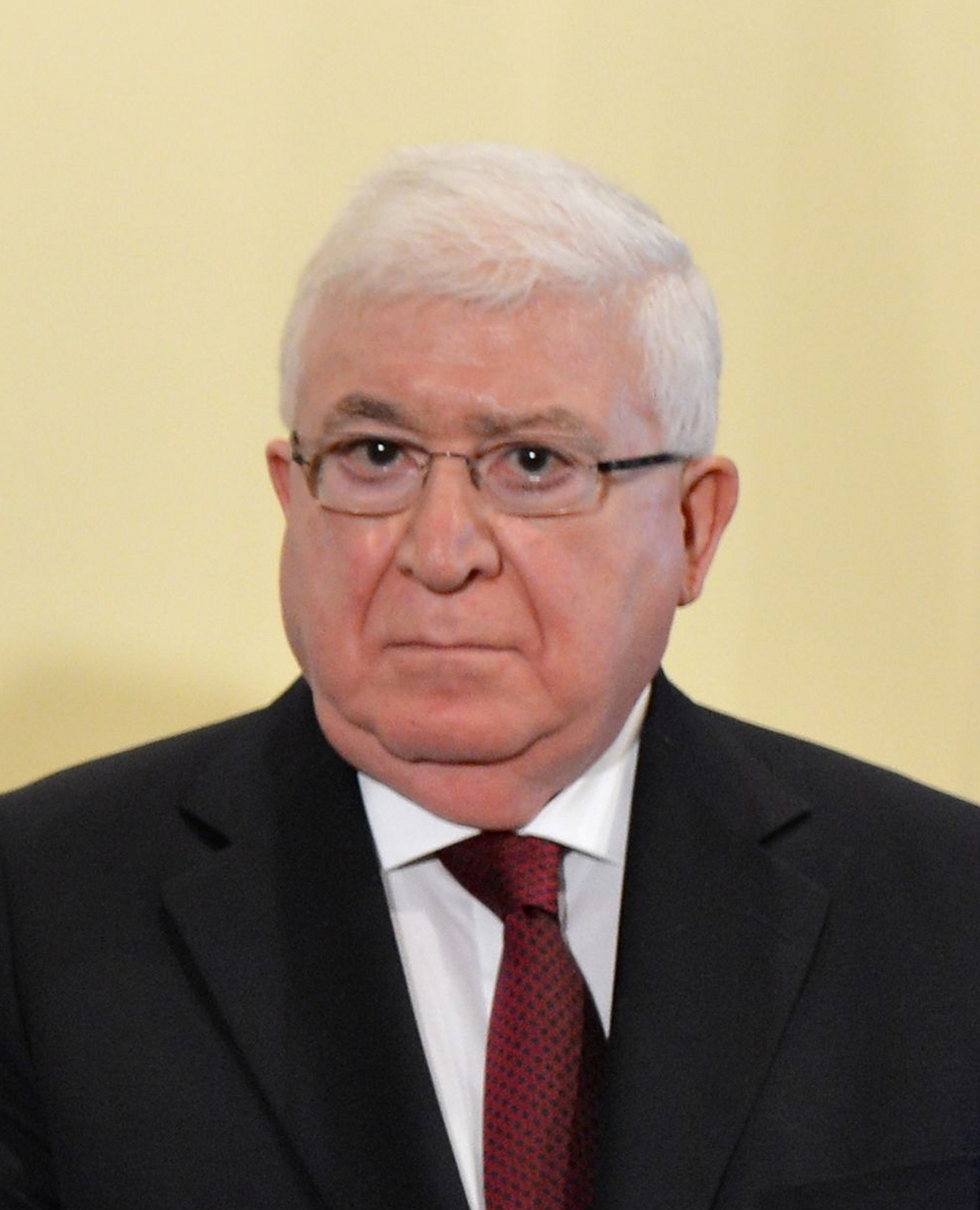
Neuer Staatspräsident Fuad Masum (2014)

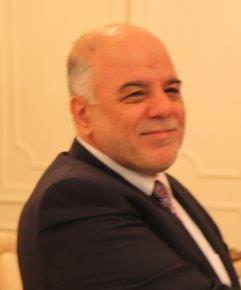
Neuer Ministerpräsident al-Abadi (2014)

Im Gegensatz zur letzten Wahl wurde das Parlament auf 328 Plätze aufgestockt. Davon sind acht Sitze für ethnische und religiöse Minderheiten reserviert. Die Kompensationssitze fielen diesmal weg.
| Gouvernement (muhafazat)          | Sitze | Differenz |
| --------------------------------- | ----- | --------- |
| Bagdad (بغداد)                    | 69    | +1        |
| Ninawa (نينوى)                    | 32    |           |
| Basra (البصرة)                    | 25    | +1        |
| Dhi Qar (ذي قار)                  | 19    | +1        |
| as-Sulaimaniya (السليمانية)       | 18    | +1        |
| Babil (بابل)                      | 17    | +1        |
| al-Anbar (الأنبار)                | 15    | +1        |
| Erbil (أربيل)                     | 15    | +1        |
| Diyala (ديالى)                    | 14    | +1        |
| Nadschaf (النجف)                  | 12    |           |
| Kirkuk (كركوك)                    | 12    |           |
| Salah ad-Din (صلاح الدين)         | 12    |           |
| al-Qadisiya (القادسية)            | 11    |           |
| al-Wasit (واسط)                   | 11    |           |
| Dahuk (دهوك)                      | 11    | +1        |
| Karbala (كربلاء)                  | 11    | +1        |
| Maisan (ميسان)                    | 10    |           |
| al-Muthanna (المثنى)              | 7     |           |
| Kompensationssitze (Minderheiten) | 8     |           |
| Kompensationssitze                | 0     | −7        |
| Gesamt:                           | 328   |           |

## Regierungsbildung
Circa zwei Monate nach der Bekanntgabe des offiziellen Wahlergebnisses wurde am 15. Juli 2014 Salim al-Dschaburi im dritten Wahlgang mit 194 zu 79 Stimmen zum Präsidenten des Repräsentantenrats gewählt werden. Dies ist Voraussetzung für die Wahl eines neuen Staatsoberhaupts, welcher wiederum den künftigen Ministerpräsidenten nominiert.
Wenige Tage später, am 24. Juli, wurde Fuad Masum mit 211 zu 17 Stimmen zum Staatspräsidenten des Iraks gewählt.
Dieser beauftragte am 11. August, gegen den Willen des damaligen Regierungschefs Maliki, Haider al-Abadi eine neue Regierung zu bilden. Maliki warf Masum Verfassungsbruch vor und reichte gegen ihn eine Verfassungsklage ein. Bevor sich Maliki "zu Gunsten" al-Abadi's von seinem Amt zurückzog, ließ er bekanntgeben, die Klage zurückzuziehen.